# Casa de cortiço de Scultetus
A casa de cortiço de Scultetus (Scholz), é uma casa de cortiço histórica na rua Najświętrzej Marii Panny em Legnica, (Polonia), perto do centro comercial Galeria Piastów. 
O edifício renascentista foi construído no início do século XV. A decoração bizonal, esgrafitada na fachada vem de 1611, e apresenta elementos geométricos, arquitectónicos e a personificação das sete artes liberais - Gramática, Dialética, Retórica, Música, Aritmética, Astronomia e Geometria. O autor da decoração foi o mestre Giovanni com o seu aprendiz, cujas figuras também são refletidas na decoração esgrafitada. A obra ficou coberta por gesso no fim do século XIX. Em 1972 foi revelada durante umas obras de restauro. Inicialmente todo edifício foi coberto por esgrafitado mas só uma parte acima foi preservada até hoje. Nos anos 2005-2006 a renovação da casa foi co-fundada pela Fundação de Erika Simon.
O proprietário da casa de cortiço foi Johann Scultetus (Hans Scholz), um humanista de Legnica, desde de 1611 reitor da escola sob a igreja dos São Pedro e Paulo. Atualmente na casa fica a sede do Centro do Desporto e Recreação. Também o Posto Municipal de Informação Turística.